# Amtsgericht Mönchengladbach-Rheydt

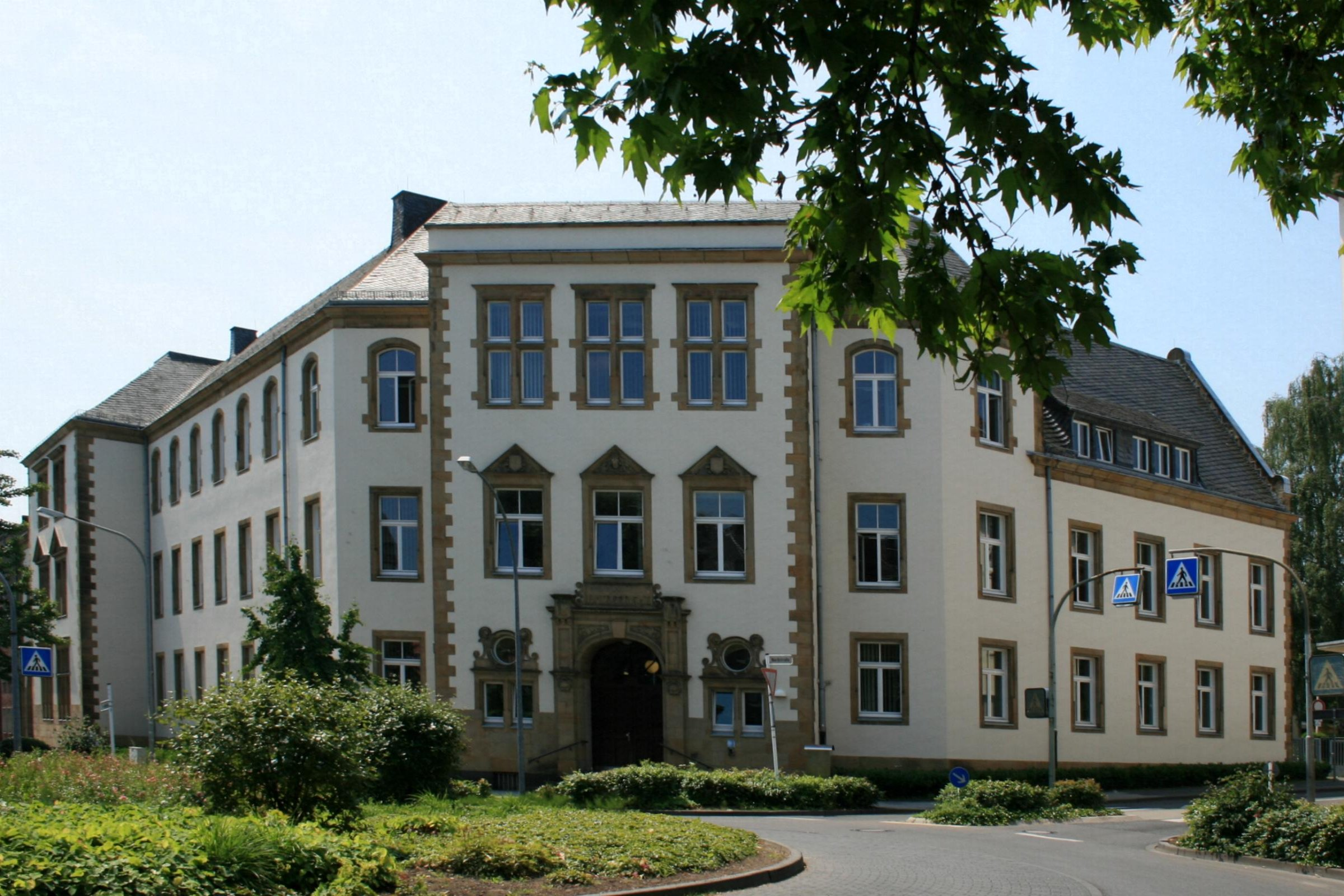
Amtsgericht (2010)

Das Amtsgericht Mönchengladbach-Rheydt hat seinen Sitz im Mönchengladbacher Stadtteil Rheydt und ist für die südlichen Stadtteile Giesenkirchen, Odenkirchen, Rheydt und Wickrath der Stadt Mönchengladbach zuständig. Für den nördlichen Teil der Stadt ist das Amtsgericht Mönchengladbach zuständig. Im Gerichtsbezirk Rheydt leben rund 120.000 Menschen.

## Übergeordnete Gerichte
Das dem Amtsgericht Mönchengladbach-Rheydt übergeordnete Landgericht ist das Landgericht Mönchengladbach, welches wiederum dem Oberlandesgericht Düsseldorf untersteht.

## Gebäude
Das Gebäude wurde 1907 erbaut. Es ist unter Nr. B 071 am 18. August 1989 in die Denkmalliste der Stadt Mönchengladbach eingetragen worden.
Das Amtsgericht in Rheydt wurde von den Architekten Schödrey und Verlohr an städtebaulich dominanter Stelle der Kreuzung Brucknerallee (Augustastraße) und der Nordstraße errichtet.
Die Fassade wird durch risalitartige Bauteile mit Sandsteingliederungen und Ziergiebel betont. Durch die Kriegseinwirkungen während des Zweiten Weltkrieges wurde das Gebäude im Dach- und Fassadenbereich erheblich beschädigt. Die Reste der stark zerstörten Giebel wurden beim Wiederaufbau entfernt und einfach mit einem Dachabschluss versehen.
1982 wurde das Dachgeschoss, des nach dem Krieg im Inneren erneuerten Flügels zur Nordstraße hin, ausgebaut. Insgesamt gesehen ist das Gebäude bis auf die angesprochenen Veränderungen durch Kriegseinwirkungen weitgehend erhalten. Dabei wird besonders auch auf die Eingangshalle mit originaler Treppe hingewiesen.